# Liste des groupes ethniques du Vietnam

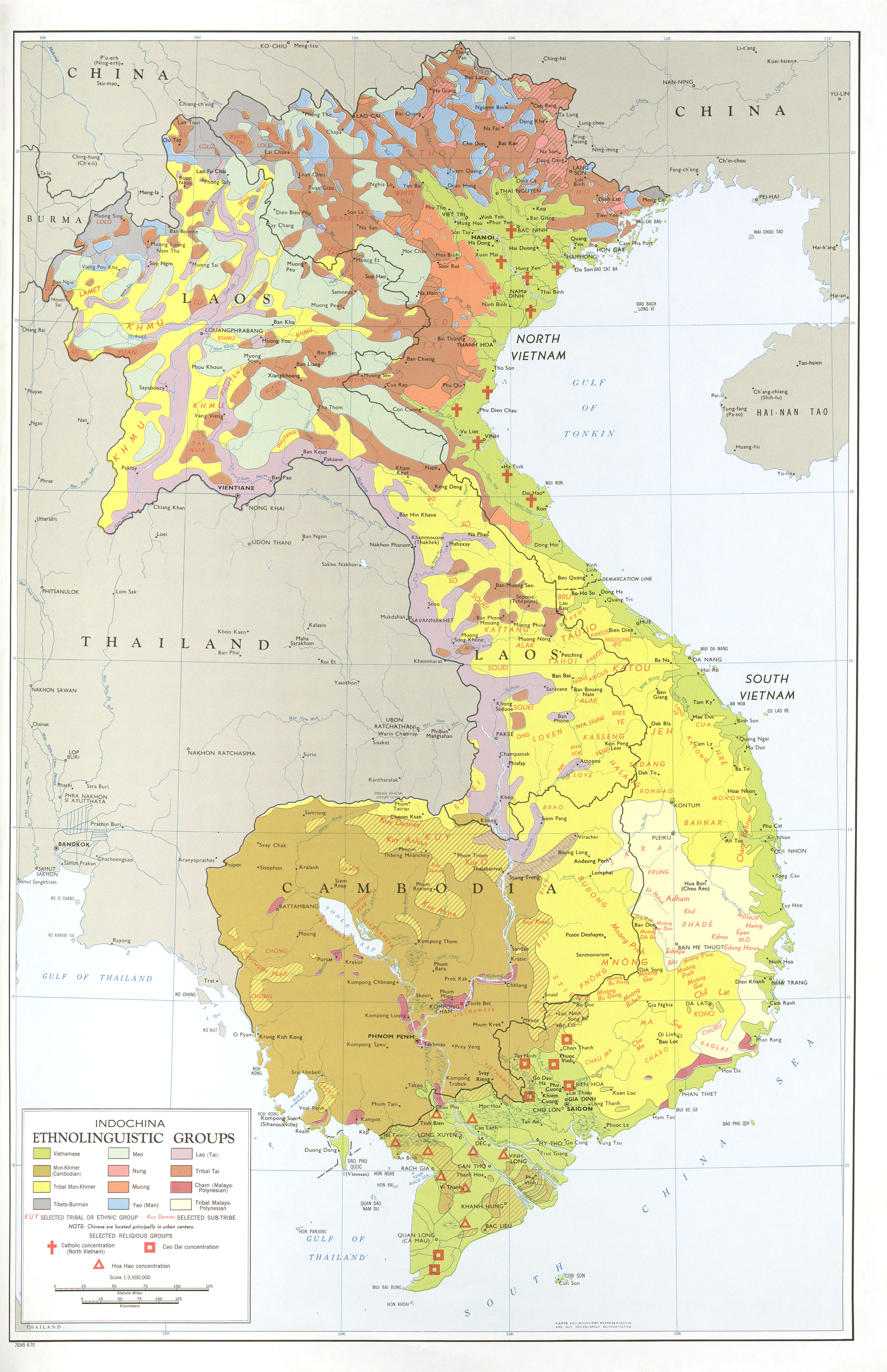
Carte éthno-linguistique de Indochine en 1970.

Le Vietnam est un pays multi-ethnique, avec plus d'une cinquantaine de groupes bien distincts (54 étant reconnus par le gouvernement vietnamien).

## Un pays multi-ethnique
La population vietnamienne est majoritairement composée de Viêt, officiellement appelés Kinh (86 %), et de 53 ethnies minoritaires, principalement représentées dans toutes les montagnes du Nord et sur les hauts-plateaux du Centre. Parmi ces ethnies, cinq comptent plus d'un million de représentants (Tày, Tai, Muong, H'mong  et Khmer), douze comptent de 100 000 à 900 000 représentants et 36 en comptent moins de 100 000. Certaines comptent seulement quelques centaines de représentants, comme les Brâun, environ 300.
Les populations de langues austroasiatiques sont largement majoritaires. Elles parlent des langues du groupe des langues viêt-muong (vietnamien, muong, chut et thô) et le khmer. On trouve également des populations de langues hmong-mien (trois ethnies représentant 1,5 million de personnes). Il y a également des populations de langues tai-kadai (12 ethnies représentant 4 millions de personnes).
Enfin, les langues austronésiennes sont parlées par 830 000 individus réparties en 5 groupes : Jarai (317 000 individus), Êdê (270 000 individus) et Cham (100 000 individus), héritiers du royaume du Champâ. Ils ont été étudiés par Georges Condominas, notamment les Mnong Gar.
Les ethnies de langues sino-tibétaines comprennent neuf ethnies pour un million d'individus, dont 800 000 Hoa, Chinois du Viêt Nam.

## Liste des groupes ethniques

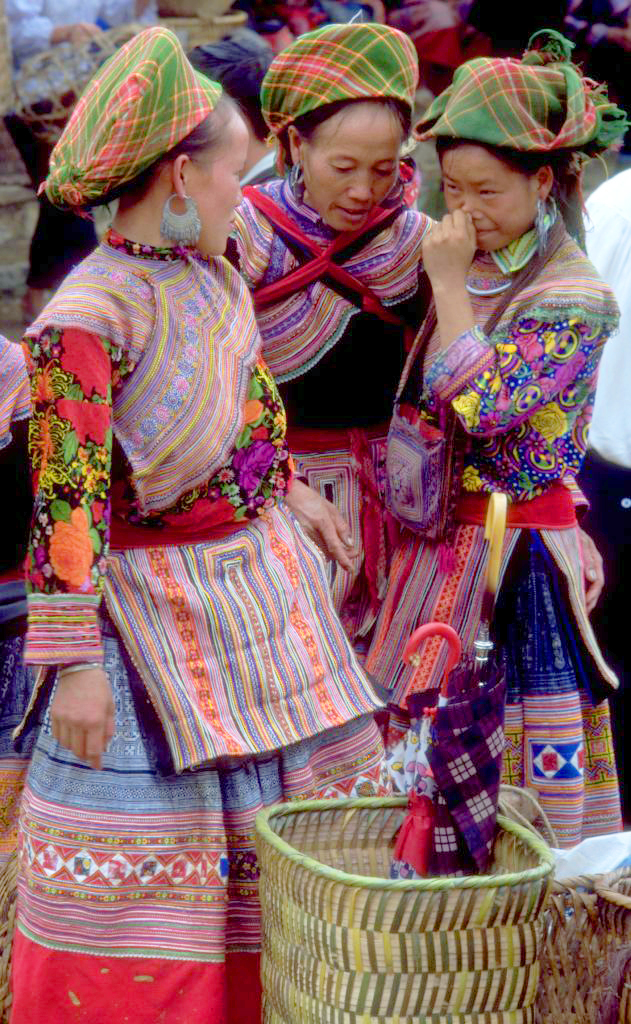
Femmes appartenant à la minorité des Hmong fleuri

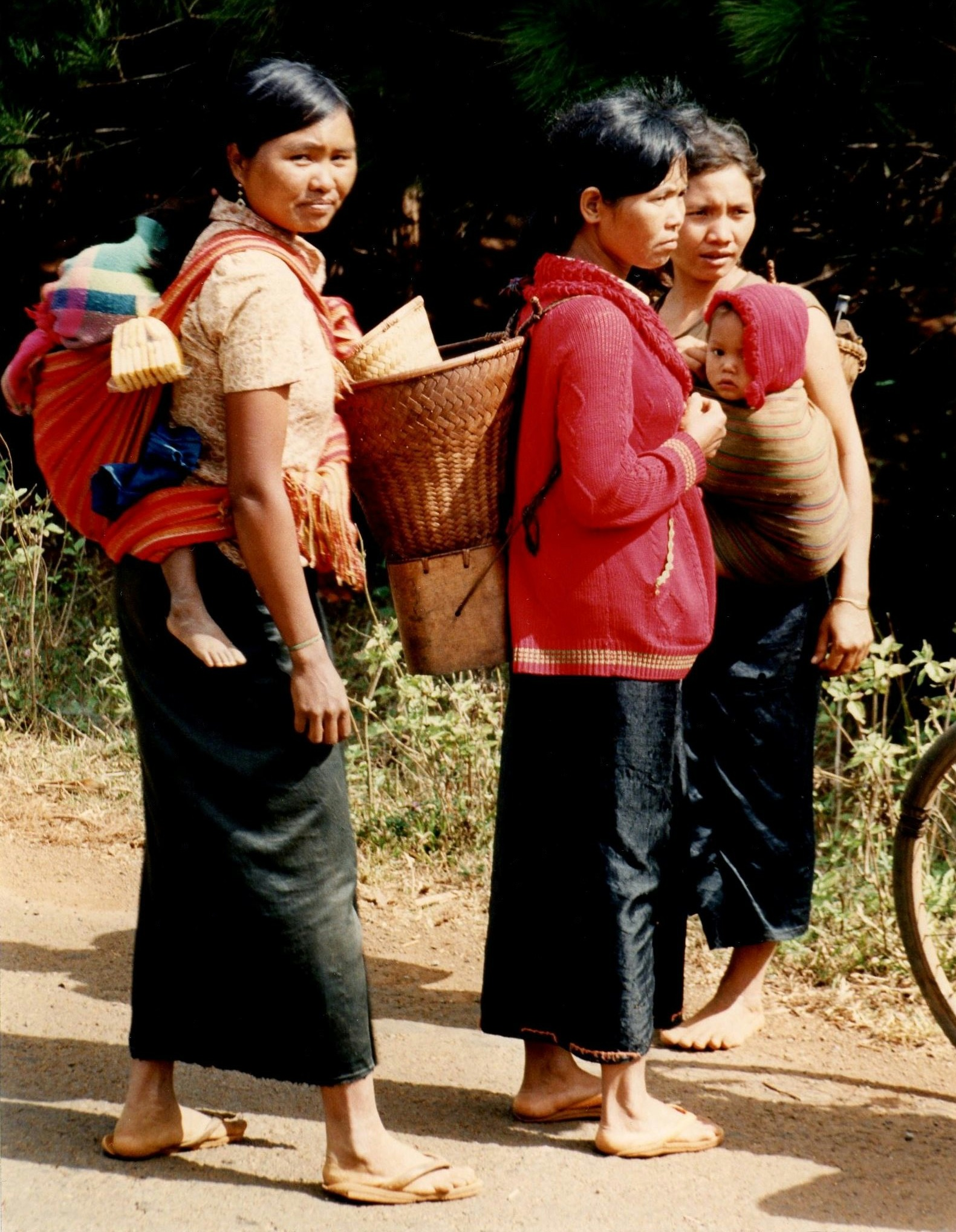
Femmes Mnong près de Buan Ma Thot

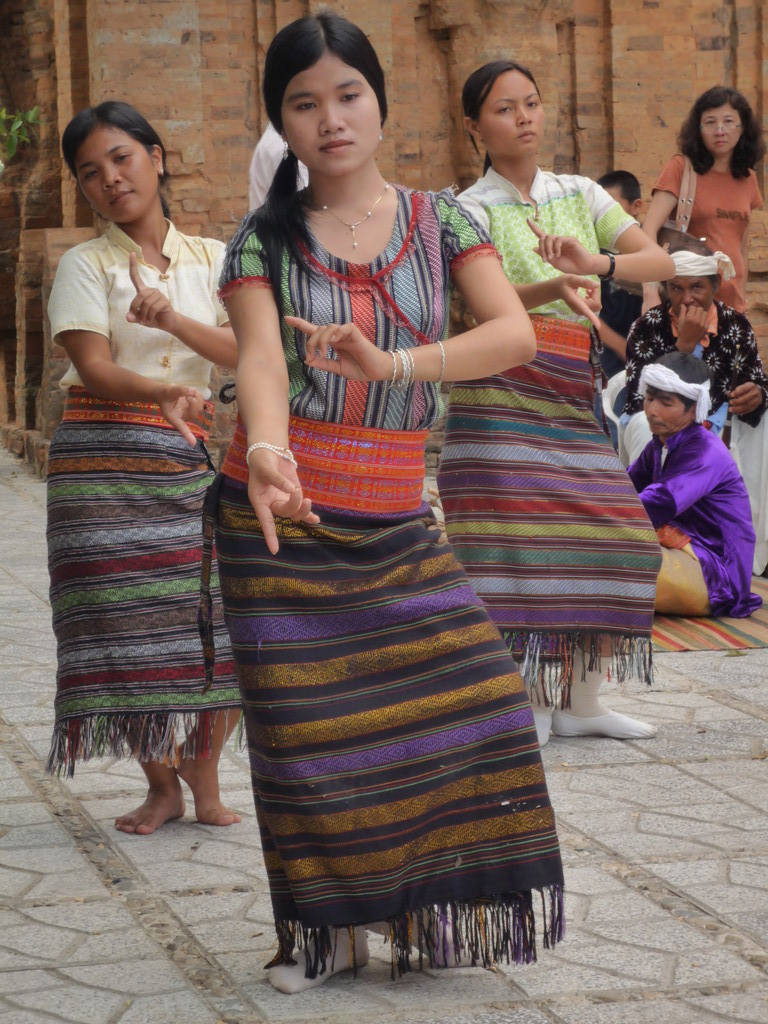
Danses Cham

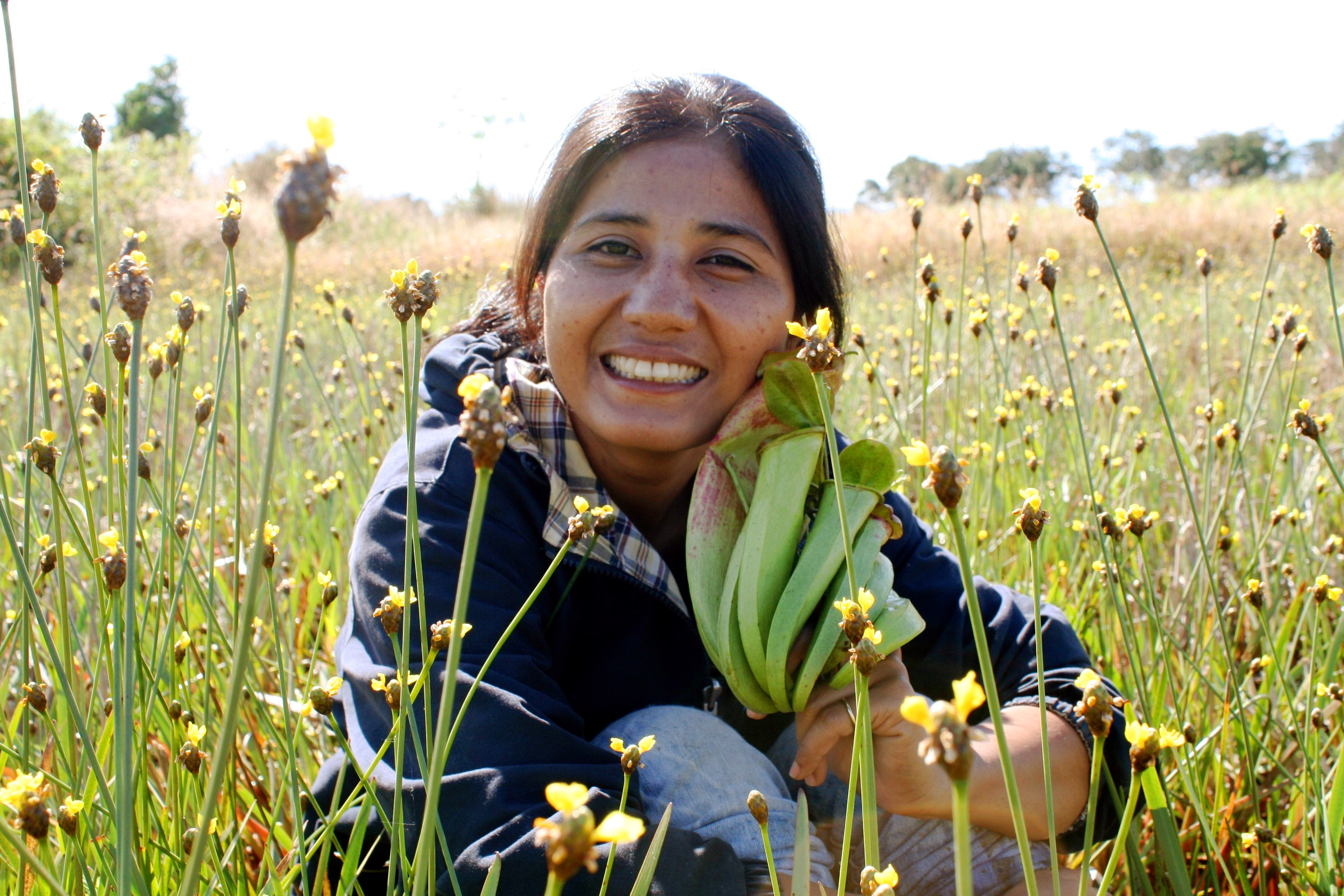
Jeune femme Jaraï.

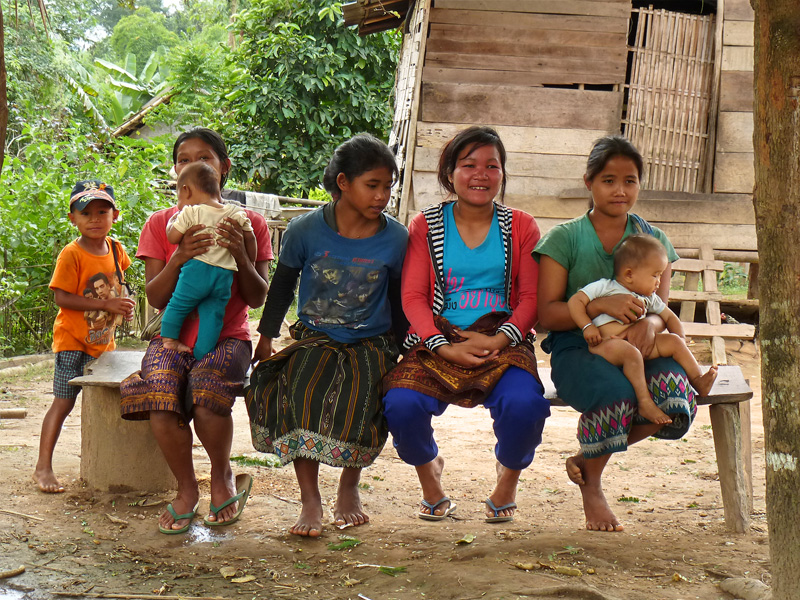
Village Khmu.

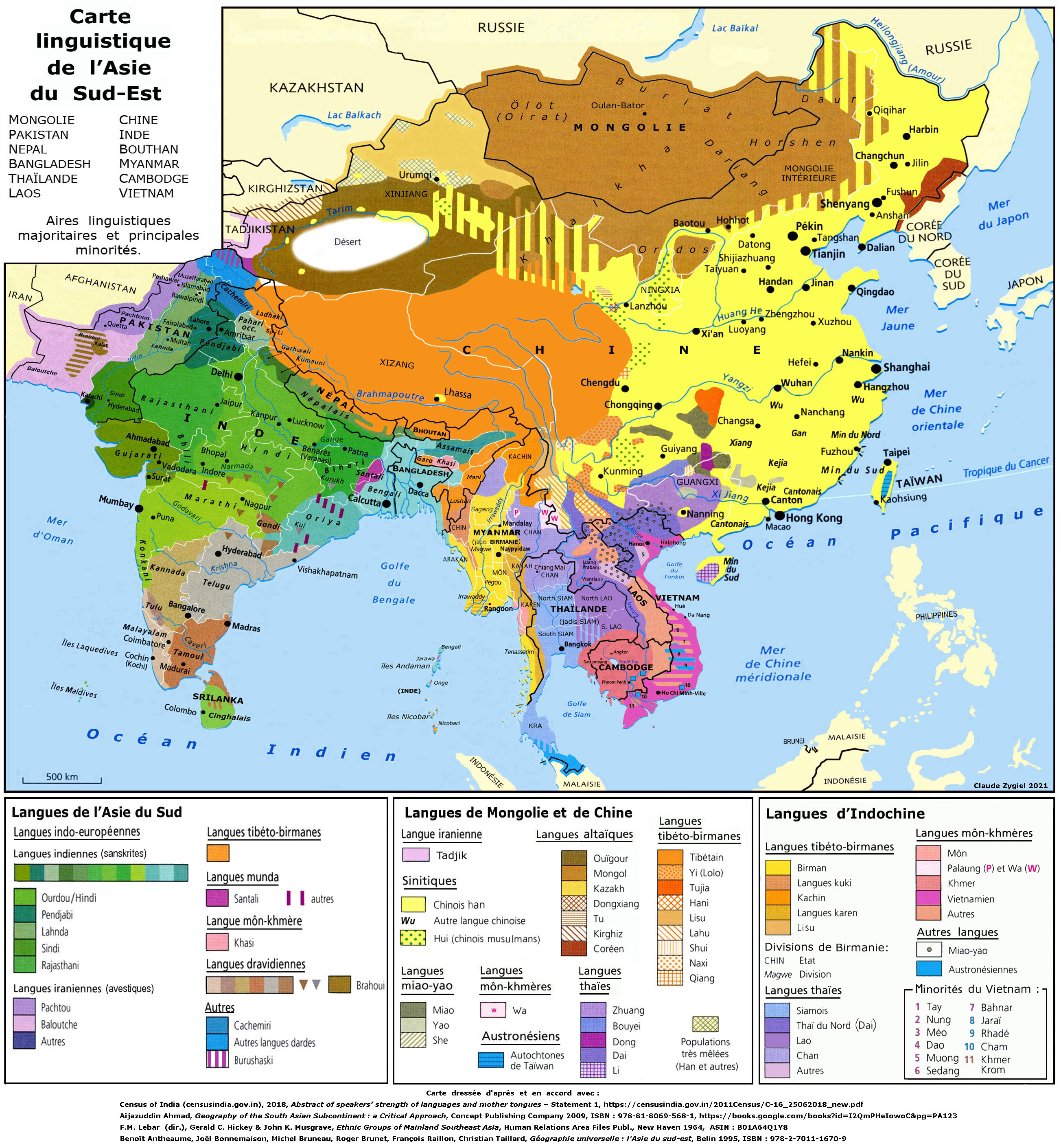
Langues de l'Asie du Sud-Est

| Groupe Ethnique           | Famille linguistique         | Branche linguistique | Recensement 1989 | Recensement 1989 | Recensement 1999 | Recensement 1999 | Recensement 2009 | Recensement 2009 |
| Groupe Ethnique           | Famille linguistique         | Branche linguistique | Nombre           | %                | Nombre           | %                | Nombre           | %                |
| ------------------------- | ---------------------------- | -------------------- | ---------------- | ---------------- | ---------------- | ---------------- | ---------------- | ---------------- |
| Kinh                      | Austroasiatiques             | Viêt-muong           | 56 101 583       | 87,1             | 65 795 748       | 86,2             | 73 594 427       | 85,7             |
| Tày                       | Tai-Kadai                    | Kam-sui              | 1 145 235        | 1,8              | 1 477 514        | 1,9              | 1 626 392        | 1,9              |
| Tai                       | Tai-Kadai                    | Kam-sui              | 992 809          | 1,5              | 1 328 725        | 1,7              | 1 550 423        | 1,8              |
| Mường                     | Austroasiatiques             | Viêt-muong           | 874 195          | 1,4              | 1 137 515        | 1,5              | 1 268 963        | 1,5              |
| Khmer                     | Austroasiatiques             | Môn-khmer orientales | 872 382          | 1,4              | 1 055 174        | 1,4              | 1 260 640        | 1,5              |
| Hmong nom local : Meo/苗) | Hmong-Mien                   | Hmong                |                  |                  | 787 604          | 1,0              | 1 068 189        | 1,2              |
| Nùng                      | Tai-Kadai                    |                      | 696 305          | 1,1              | 856 412          | 1,1              | 968 800          | 1,1              |
| Hoa                       | Sino-tibétaines              | Sinitiques           | 961 702          | 1,5              | 862 371          | 1,1              | 823 071          | 1,0              |
| Yao                       | Hmong-Mien                   |                      |                  |                  | 620 538          | 0,81             | 751 067          | 0,87             |
| Gia Rai                   | Langues malayo-polynésiennes |                      |                  |                  | 317 557          | 0,42             | 411 275          | 0,48             |
| Rhade                     | Langues malayo-polynésiennes |                      |                  |                  | 270 348          | 0,35             | 331 194          | 0,39             |
| Bahnar                    | Austroasiatiques             |                      |                  |                  | 174 456          | 0,23             | 227 716          | 0,27             |
| Sedang                    | Austroasiatiques             |                      |                  |                  | 127 148          | 0,17             | 169 501          | 0,20             |
| Sán Chay                  | Tai-Kadai                    |                      |                  |                  | 147 315          | 0,19             | 169 410          | 0,20             |
| Cờ Ho                     | Austroasiatiques             |                      |                  |                  | 128 723          | 0,17             | 166 112          | 0,19             |
| Cham                      | Langues malayo-polynésiennes |                      |                  |                  | 132 873          | 0,17             | 161 729          | 0,19             |
| Sán Dìu                   | Sino-tibétaines              | Sinitiques           |                  |                  | 126 237          | 0,17             | 146 821          | 0,17             |
| Ra Glai                   | Langues malayo-polynésiennes |                      |                  |                  | 96 931           | 0,13             | 122 245          | 0,14             |
| Mnong                     | Austroasiatiques             |                      |                  |                  | 92 451           | 0,12             | 102 741          | 0,12             |
| Xtiêng                    | Austroasiatiques             |                      |                  |                  | 66 788           | 0,09             | 85 436           | 0,10             |
| Bru-Vân Kiều              | Austroasiatiques             |                      |                  |                  | 55 559           | 0,07             | 74 506           | 0,09             |
| Thổ                       | Austroasiatiques             | Viêt-muong           |                  |                  | 68 394           | 0,09             | 74 458           | 0,09             |
| Khơ Mú                    | Austroasiatiques             |                      |                  |                  | 56 542           | 0,07             | 72 929           | 0,08             |
| H're                      | Austroasiatiques             |                      |                  |                  | 113 111          | 0,15             | 63 012           | 0,07             |
| Cơ Tu                     | Austroasiatiques             |                      |                  |                  | 50 458           | 0,07             | 61 588           | 0,07             |
| Giáy                      | Tai-Kadai                    |                      |                  |                  | 49 098           | 0,06             | 58 617           | 0,07             |
| Giẻ Triêng                | Austroasiatiques             |                      |                  |                  | 30 243           | 0,04             | 50 962           | 0,06             |
| Tà Ôi                     | Austroasiatiques             |                      |                  |                  | 34 960           | 0,05             | 43 886           | 0,05             |
| Ma (en)                   | Austroasiatiques             |                      |                  |                  | 33 338           | 0,04             | 41 405           | 0,05             |
| Co (en)                   | Austroasiatiques             |                      |                  |                  | 27 766           | 0,04             | 33 817           | 0,04             |
| Chơ Ro                    | Austroasiatiques             |                      |                  |                  | 22 567           | 0,03             | 26 855           | 0,03             |
| Xinh-mun                  | Austroasiatiques             |                      |                  |                  | 18 018           | 0,02             | 23 278           | 0,03             |
| Chu Ru                    | Langues malayo-polynésiennes |                      |                  |                  | 14 978           | 0,02             | 19 314           | 0,02             |
| Lao                       | Tai-Kadai                    |                      |                  |                  | 11 611           | 0,02             | 14 928           | 0,02             |
| Kháng                     | Austroasiatiques             |                      |                  |                  | 10 272           | 0,01             | 13 840           | 0,02             |
| La Chí                    | Tai-Kadai                    |                      |                  |                  | 10 765           | 0,01             | 13 158           | 0,02             |
| Hà Nhì                    | Sino-tibétaines              | Tibéto-birmanes      |                  |                  | 17 535           | 0,02             | 10 923           | 0,01             |
| La Hủ                     | Sino-tibétaines              | Tibéto-birmanes      |                  |                  | 6 874            | 0,01             | 9 651            | 0,01             |
| Laha                      | Tai-Kadai                    |                      |                  |                  | 5 686            | 0,01             | 8 177            | 0,01             |
| Pà Thẻn                   | Hmong-Mien                   |                      |                  |                  | 5 569            | 0,01             | 6 811            | 0,01             |
| Chứt                      | Austroasiatiques             | Viêt-muong           |                  |                  | 3 829            | 0,01             | 6 022            | 0,01             |
| Lự (en)                   | Tai-Kadai                    |                      |                  |                  | 4 964            | 0,01             | 5 601            | 0,01             |
| Phù Lá                    | Sino-tibétaines              | Tibéto-birmanes      |                  |                  | 9 046            | 0,01             | 5 535            | 0,01             |
| Mảng (en)                 | Austroasiatiques             | Môn-khmer du Nord    |                  |                  | 2 663            | 0,00             | 3 700            | 0,00             |
| Cờ Lao                    | Tai-Kadai                    |                      |                  |                  | 1 865            | 0,00             | 2 636            | 0,00             |
| Bố Y                      | Tai-Kadai                    |                      |                  |                  | 1 864            | 0,00             | 2 273            | 0,00             |
| Lô Lô                     | Sino-tibétaines              | Tibéto-birmanes      |                  |                  | 3 307            | 0,00             | 2 218            | 0,00             |
| Cống                      | Sino-tibétaines              | Tibéto-birmanes      |                  |                  | 1 676            | 0,00             | 2 029            | 0,00             |
| Ngái                      | Sino-tibétaines              | Sinitiques           |                  |                  | 4 841            | 0,01             | 1 035            | 0,00             |
| Si La                     | Sino-tibétaines              | Tibéto-birmanes      |                  |                  | 840              | 0,00             | 709              | 0,00             |
| Pu Péo                    | Tai-Kadai                    |                      |                  |                  | 705              | 0,00             | 687              | 0,00             |
| Rơ Măm                    | Austroasiatiques             |                      |                  |                  | 352              | 0,00             | 436              | 0,00             |
| Brâu (en)                 | Austroasiatiques             |                      |                  |                  | 313              | 0,00             | 397              | 0,00             |
| Ơ Đu                      | Austroasiatiques             |                      |                  |                  | 301              | 0,00             | 376              | 0,00             |
| Étrangers                 | Étrangers                    | Étrangers            |                  |                  | 39 532           | 0,05             | 2 134            | 0,00             |
| Autres                    | Autres                       | Autres               | 2 767 512        | 4,3              | 1 333            | 0,00             | 82 942           | 0,00             |
| Total                     | Total                        | Total                | 64 411 713       | 64 411 713       | 76 323 173       | 76 323 173       | 85 846 997       | 85 846 997       |

## Documentation contemporaine
Le Precious Heritage Art Gallery Museum, fondé à Hội An par le photographe Réhahn, propose une documentation visuelle contemporaine des 54 groupes ethniques reconnus du Viêt Nam. Le musée présente plus de 200 costumes traditionnels authentiques ainsi que des photographies et témoignages collectés entre 2010 et 2020.

### Sources et bibliographie
- Nghiêm Vạn Đặng, Hùng Lưu, Thái Sơn Chu, Les ethnies minoritaires du Vietnam, Éditions en Langues Étrangères, Hanoi, 1986, 346 p.